# Dacelo
Dacelo es un género  de aves coraciiformes de la familia Alcedinidae conocidas vulgarmente como cucaburras. Son aves terrestres pertenecientes al grupo de los martines pescadores propias de Australia y Nueva Guinea.

## Historia natural
Las cucaburras se conocen principalmente por su reclamo, que es sorprendentemente similar a la risa humana, sonido usado con frecuencia como fondo en películas ambientadas en la jungla. Las cucaburras ocupan territorios forestales en grupos familiares dispersos, y su risa sirve para demarcar fronteras territoriales, al igual que el llamado de muchas otras aves.
Con frecuencia la “risa” de éstos comienza cuando un ave solitaria emite unas cuantas “risitas” disimuladas en tono grave a través del pico casi cerrado. Esta “risita” inicial parece dar una señal a otros cucaburras del vecindario, y estos inmediatamente vuelan hacia donde se encuentra la primera ave. Entonces el grupo echa la cabeza hacia atrás y por el aire resuena un coro de divertidas “carcajadas.” Puesto que cada ave “ríe” en tono diferente y a un paso diferente, el efecto en conjunto es como el de un ambiente jovial de un grupo de alegres seres humanos. 
Según un estudio que realizó un ornitólogo, la “risa” de esta ave parece estar conectada con el sistema territorial que existe entre los cucaburras. Estos ocupan territorios determinados, en una zona que como promedio es de 1,2 hectáreas por ave. Así, una “familia” de seis aves puede controlar unas 7,3 hectáreas. Los límites de estos territorios se establecen cada año antes de comenzar la crianza.
Como se ve, la “risa” de las cucaburras ciertamente es un aspecto serio de la vida, parte del sistema de advertencia que estos pájaros usan para indicar a otros que han invadido territorio ocupado. Y la advertencia vocal se fortalece por medio de patrones de vuelo que usan estas aves al patrullar los límites de su territorio.

## Especies
Se conocen cuatro especies del género Dacelo:
- Dacelo novaeguineae - cucaburra común
- Dacelo leachii - cucaburra aliazul
- Dacelo gaudichaud - cucaburra ventrirrufa
- Dacelo tyro - cucaburra escamosa

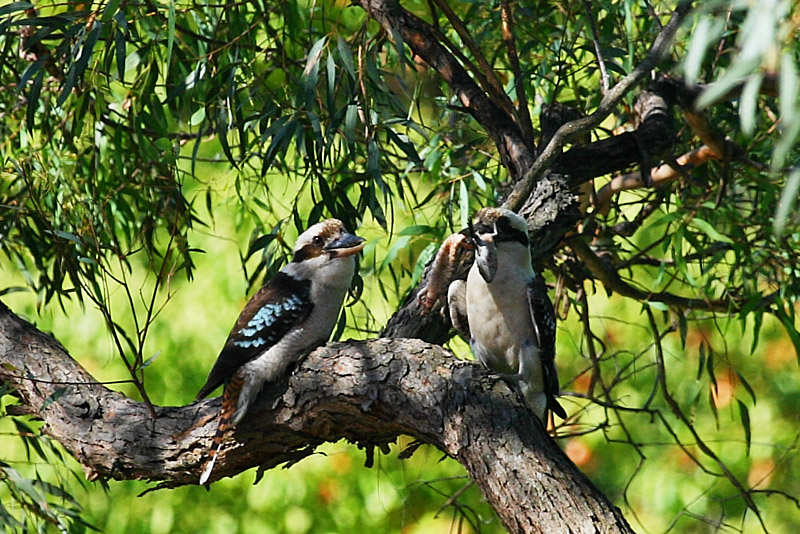
Dos cucaburras comunes con una lagartija cazada
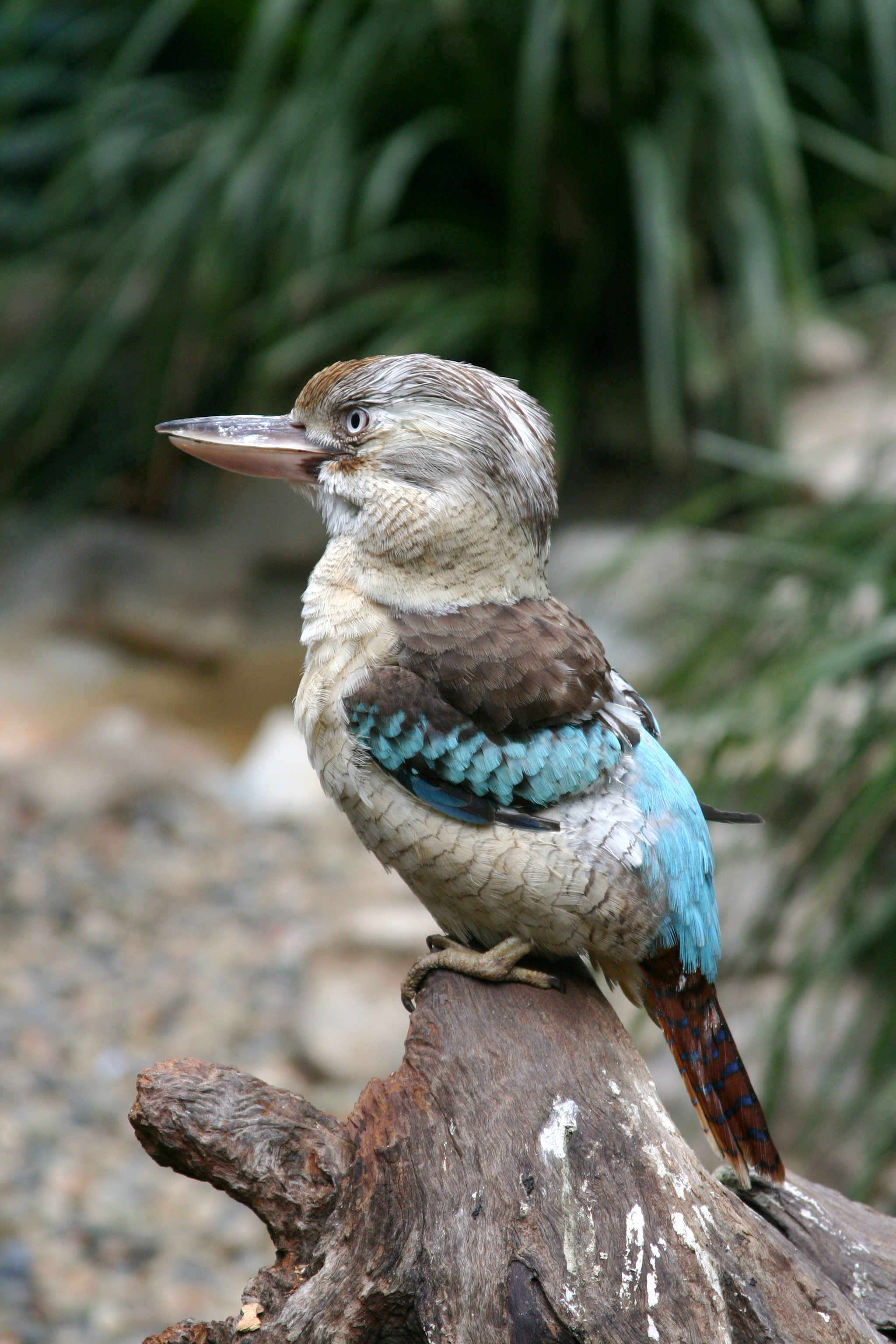
Cucaburra aliazul